# زاستور

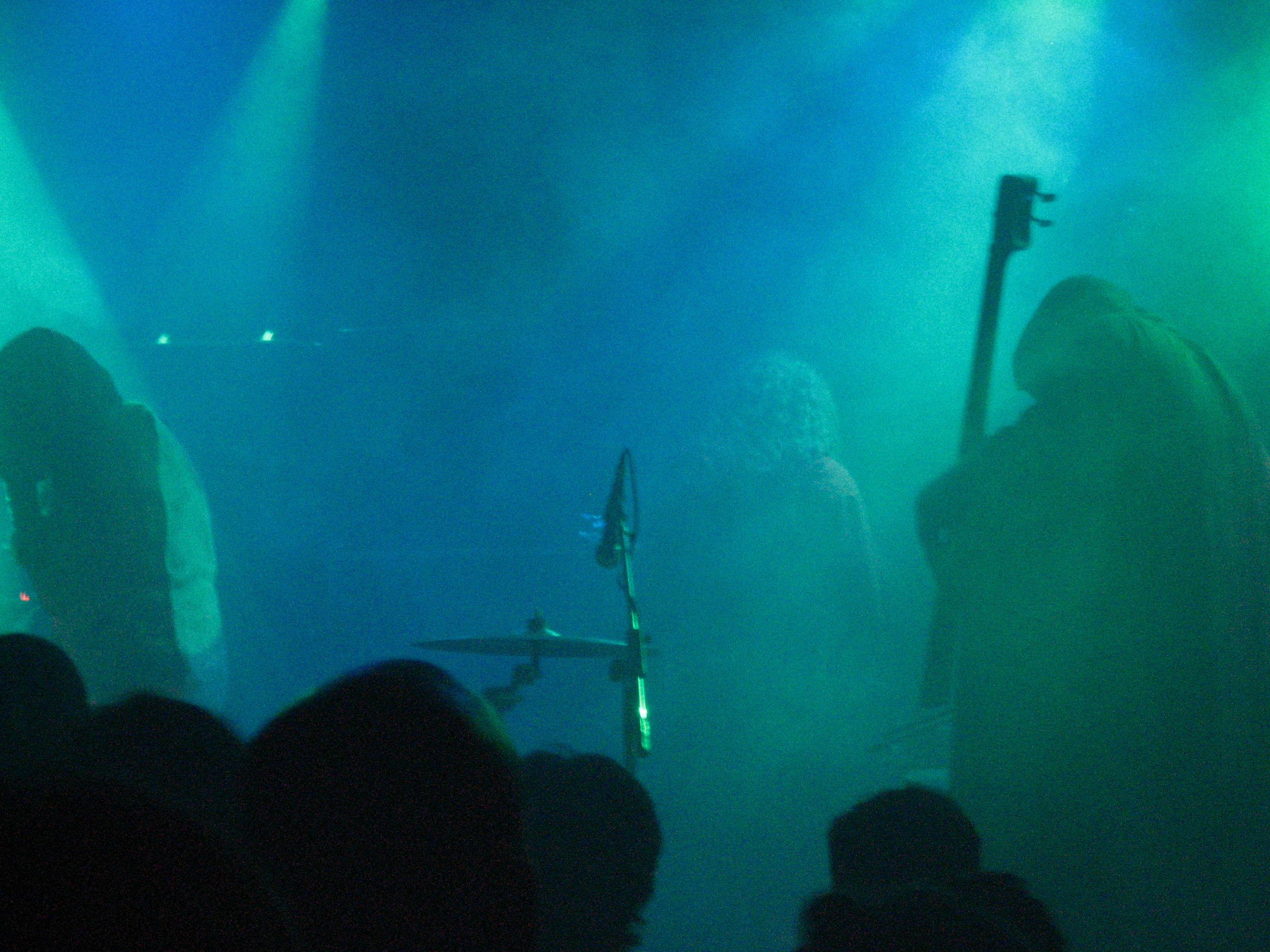
گروه زاستور

زاستور (به انگلیسی: Xasthur) یک گروه تک نفری آمریکایی در سبک بلک متال است که در سال ۱۹۹۵ توسط اسکات پترسن با نام مستعار "ملفک" (به انگلیسی: Malfec) تشکیل شده است. با آن که پایه موسیقی و شکل و شمایل ملفک (آریش سیاه) خیلی به نوع اصلی بلک متال شبیه است اما در اصل موسیقی زاستور و اشعار آن کمتر به غیر مسیحیت، شیطان پرستی یا ضد مسیحیت که در این نوع موسیقی خیلی رواج دارد می‌پردازد و بیشتر شامل تاریکی، خودکشی، افسردگی، نفرت و مرگ می‌شود.
ملفک در اجرای زنده گروه‌های Sunn O))) و Nachtmystium شرکت کرده اما در مصاحبه‌ای با پیچفرک مدیا اعلام کرده که هرگز با زاستور اجرای زنده نخواهد داشت.

## تاریخچه
زاستور در دی ماه سال ۱۹۹۵ در شهر الحمرا در ایالت کالیفرنیا در کشور آمریکا بعد از این که ملفک در چندین گروه محلی دث متال در جنوب کالیفرنیا شرکت کرد، تشکیل شد. در ابتدا گروه شروع به تمرین کردن و ساختن آهنگ در استودیویی خانگی با اعضای غیر ثابت کرد. ۱۰ آهنگ از این تمرین‌های اولیه در یک نوار کاست منتشر شد در حالی که نوار اصلی در حال حاضر از بین رفته بعضی از این آهنگ‌ها در آلبوم‌های بعدی گروه دوباره منتشر شدند.
برای منتشر کردن اولین آلبوم اسپلیت مستقل با گروه Orosius ملفک دوست خود با نام مستعار "ریچوال" (به انگلیسی: Ritual) (مایک پردی) را از گروه Draconis برای آواز و درام دعوت کرد. متعاقباً زاستور تبدیل به پروژهٔ اصلی ملفک شد و ملفک تنها عضو این گروه شد هرچند بلاد مون اوسار (از گروه کرایمسون مون) به عنوان نوازندهٔ کیبورد در آلبوم a curse of lifeless ظاهر شد.
اولین آلبوم رسمی گروه سمپاشی شبانه (Nocturnal Poisoning) بین ماهای آوریل و سپتامبر ۲۰۰۱ ضبط شد و توسط ناشرین مستقل Blood Fire Death و Red Storm در سال ۲۰۰۲ منتشر شد. این آلبوم در سال ۲۰۰۵ ریمسترد و توسط شرکت Southern Lord Records به صورت double-LP از دوباره پخش گردید.

## اعضا

### اعضای فعلی
- ملفیک (اسکات کنر) - خوانندگی, گیتار, گیتار بیس, درام, کیبورد, سینتسایزر, ویلونسل
- م.ه. (مارک هانتر) - خوانندگی، (عضو موقت)

### اعضای قدیمی
- ریچوال (مایک پردی) - درام، خوانندگی
- بلاد مون اوسار - کیبورد

## آلبوم‌ها
- ۲۰۰۲ - Nocturnal Poisoning
- ۲۰۰۳ - The Funeral of Being
- ۲۰۰۴ - Telepathic with the Deceased
- ۲۰۰۴ - To Violate the Oblivious
- ۲۰۰۶ - Subliminal Genocide
- ۲۰۰۷ - Defective Epitaph
- ۲۰۰۹ - All Reflections Drained

### EPs
- Xasthur & Orosius (split release) - ۱۹۹۹
- A Darkened Winter - ۲۰۰۱
- ۲۰۰۲ - (Xasthur & Acid Enema (split release
- Suicide in Dark Serenity - ۲۰۰۳
- ۲۰۰۴ - (Xasthur & Angra Mainyu (split release
- ۲۰۰۴ - (Xasthur & Leviathan (split release
- ۲۰۰۴ - (Xasthur & Nortt (split release
- Xasthur - ۲۰۰۶
- ۲۰۰۸ - (A Living Hell (split release with Black Circle

### تک آهنگ‌ها
- Xasthur & Nachtmystium (۲۰۰۴) (split release)
- Xasthur & Striborg (۲۰۰۷) (split release)
- Xasthur & Cryostasium (۲۰۰۷) (split release)
- Xasthur & Black Circle (۲۰۰۸) (split release)